# Лобанов, Сергей Викторович (футболист)
Сергей Викторович Лобанов (1 марта 1984, Люберцы, Московская область) — российский футболист, полузащитник.

## Карьера
Воспитанник витебского футбола. Начинал карьеру в дублирующих командах «Белшины» и «Молодечно». В 2004 году вернулся в Россию, где выступал за ряд клубов ПФЛ и любительских лиг. В 2008 году провёл восемь игр в Высшей лиги Белоруссии за гродненский «Неман». Последней профессиональной командой была череповецкая «Шексна».